# Reed Hastings

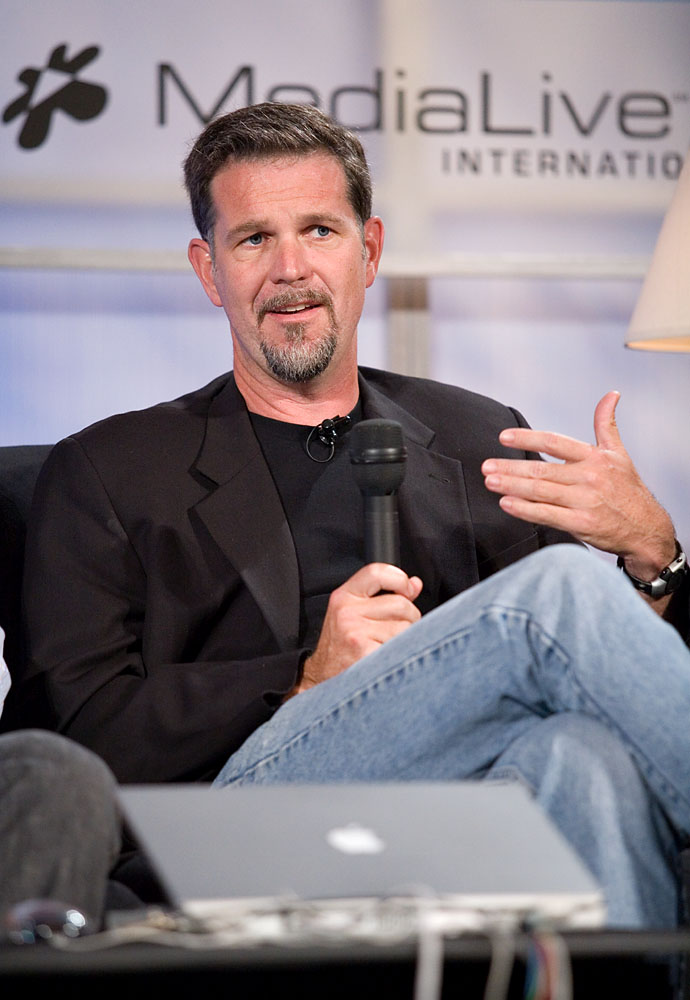
Reed Hastings (2005)

Wilmot Reed Hastings Jr. (* 8. Oktober 1960 in  Boston, Massachusetts) ist ein US-amerikanischer Unternehmer. Er ist einer der Gründer und Executive-Chairman des Medienunternehmens Netflix.

## Leben
Nachdem Hastings 1983 einen Abschluss in Mathematik am Bowdoin College gemacht hatte, diente er im Friedenscorps. Als Motivation nannte Hastings „eine Kombination aus Abenteuerlust und Pflichtbewusstsein“. In dieser Funktion unterrichtete er von 1983 bis 1985 Mathematik an einer Highschool in Swasiland. Hastings führt seine Affinität für das Unternehmertum teilweise auf seine Zeit im Friedenscorps zurück: 
„Wenn man einmal durch Afrika gereist ist mit 10 Dollar in der Tasche, dann scheint eine Unternehmensgründung nicht mehr ganz so einschüchternd.“ 
Nachdem er in die Staaten zurückgekehrt war, nahm Hastings ein Masterstudium in Computer Science an der Universität Stanford auf, das er 1988 abschloss.
Sein erstes Unternehmen gründete Hastings mit Pure Software im Jahr 1991. Das Unternehmen verkaufte Software, welche Fehler von Programmcodes aufspüren sollte. Im Jahr 1996 fusionierte die Gesellschaft mit Atria Software und wurde zu Pure Atria. 1997 kaufte Rational Software das Unternehmen und Hastings wurde gekündigt. Im Jahr 1997 gründete Hastings gemeinsam mit Marc Randolph die Online-Videothek Netflix. Sitz der Firma ist Los Gatos, Kalifornien.
Hastings ist seit 2011 Mitglied des Aufsichtsrats von Facebook. Zudem war Hastings von 2007 bis 2012 Mitglied des Aufsichtsrats von Microsoft. 2018 wurde Hastings in die American Academy of Arts and Sciences gewählt.
Reed Hastings ist Milliardär. Sein Vermögen betrug gemäß Forbes-Liste „The World’s Billionaires“ 2023 etwa 3,3 Mrd. USD. Damit belegt Reed Hastings Platz 891 auf der Forbes-Liste 2023 der reichsten Menschen der Welt.
Im Januar 2023 gab Netflix bekannt, dass Hastings nach zwei Jahrzehnten als CEO von Netflix zurücktreten und fortan als Executive Chairman fungieren werde. Seine Nachfolge übernahmen Ted Sarandos und Greg Peters.
Er ist mit Patricia „Patty“ Ann Quillin verheiratet und hat zwei Kinder.

## Bibliografie
- Reed Hastings, Erin Meyer: Keine Regeln. Warum Netflix so erfolgreich ist. Econ, Berlin 2020, ISBN 978-3-430-21023-2 (Mit Literaturangaben und Register).
- Reed Hastings, Erin Meyer: No Rules Rules. Netflix and the Culture of Reinvention. Penguin Press, New York 2020, ISBN 978-1-9848-7786-4 (Amerikanische Originalausgabe).